# Dzielau

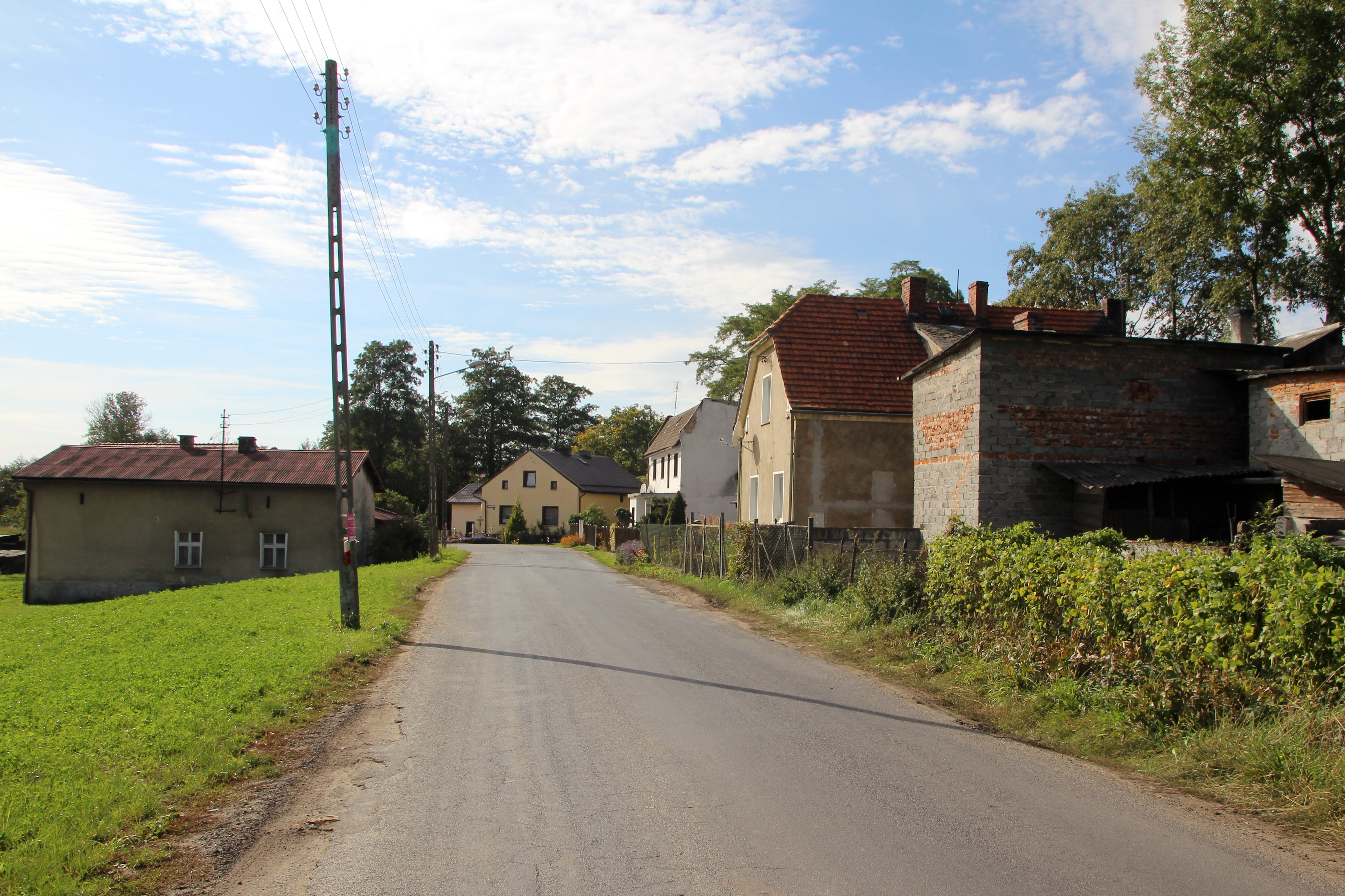
Ortsbild

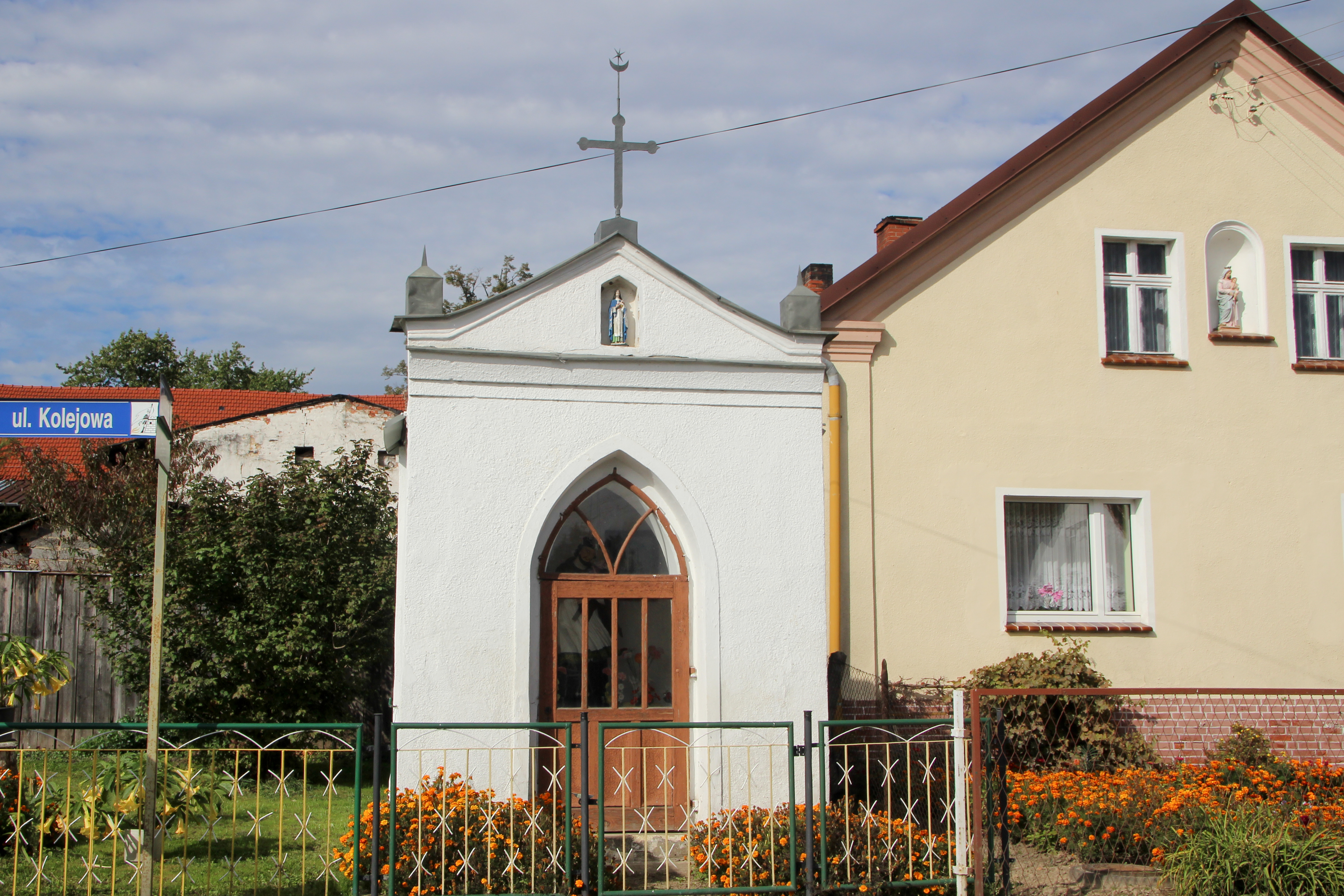
Nepomukkapelle

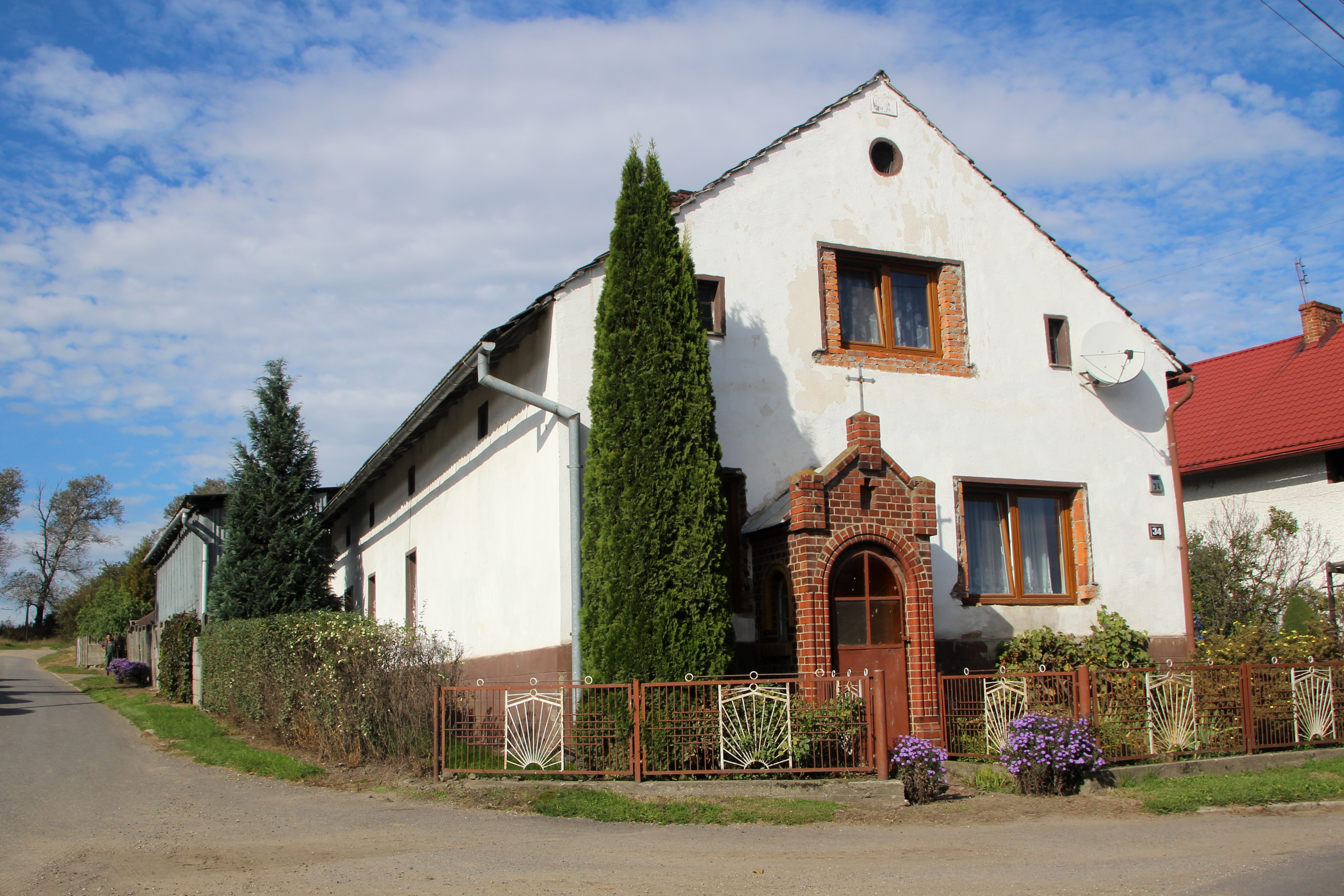
Wegkapelle

Dzielau, polnisch Dzielawy ist eine Ortschaft in Oberschlesien. Sie liegt in der Gemeinde Groß Neukirch im Powiat Kędzierzyńsko-Kozielski (Landkreis Kandrzin-Cosel) in der Woiwodschaft Oppeln.

## Geografie
Dzielau liegt rund sechs Kilometer südlich vom Gemeindesitz Groß Neukirch, 20 Kilometer südlich von der Kreisstadt Kędzierzyn-Koźle (Kandrzin-Cosel) und 56 Kilometer südlich von der Woiwodschaftshauptstadt Oppeln.

## Geschichte
Der Ort entstand spätestens im 14. Jahrhundert und wurde 1340 erstmals urkundlich erwähnt. 1531 folgte eine Erwähnung als „Dielau“.
Der Ort wurde 1783 im Buch Beyträge zur Beschreibung von Schlesien als Dzielawy erwähnt. Er gehörte seinerzeit einem Baron von Kalckreuth und umfasste 113 Einwohner, eine Mühle, acht Bauern, vier Gärtner sowie fünf Häusler. 1865 hatte Dzielau elf Bauern, zwei Auszügler, vier Gärtnerstellen und 22 Häuslerstellen, ferner eine Wassermühle. Die Kirche und die Schule befanden sich in Grzendzin.
Bei der Volksabstimmung in Oberschlesien am 20. März 1921 stimmten im Ort 244 Wahlberechtigte für einen Verbleib Oberschlesiens bei Deutschland und acht für eine Zugehörigkeit zu Polen. Dzielau verblieb nach der Teilung Oberschlesiens beim Deutschen Reich. Am 20. April 1936 wurde der Ort im Zuge einer Welle von Ortsumbenennungen der NS-Zeit in Teilbach umbenannt. Am 1. Oktober 1937 wurden die Gemeinden Grenzburg, Hirschgraben, Teilbach, Vierraben und Wiesenstein zur Gemeinde Teilbach zusammengeschlossen. Am 26. Oktober 1937 wurde die Gemeinde Teilbach in Grenzen umbenannt. Bis 1945 befand sich der Ort im Landkreis Cosel.
1945 kam der bis dahin deutsche Ort unter polnische Verwaltung. Er wurde der Woiwodschaft Schlesien angeschlossen und erhielt den polnischen Namen Dzielawy. Der Landkreis Cosel wurde in Powiat Kozielski umbenannt. 1950 kam der Ort zur Woiwodschaft Oppeln. 1975 wurde der Powiat Kozielski aufgelöst. 1999 kam der Ort zum neugegründeten Powiat Kędzierzyńsko-Kozielski. Seit dem 29. April 2011 trägt der Ort neben dem polnischen Namen Dzielawy auch wieder den amtlichen deutschen Namen Dzielau.

## Sehenswürdigkeiten
- Wegkapellen
- Wegkreuze